# Rivière Saint-Sixte
Pour les articles homonymes, voir Saint-Sixte.
La rivière Saint-Sixte est un tributaire de la rivière de la Petite Nation (bassin hydrographique de la rivière des Outaouais). La rivière Saint-Sixte coule d'abord dans les municipalités de Montpellier, de Mulgrave-et-Derry, de Saint-Sixte puis de Saint-André-Avellin, dans la municipalité régionale de comté (MRC) de Papineau, dans la région administrative de Outaouais, au Québec, au Canada.

## Géographie
Les bassins versants voisins de la rivière Saint-Sixte sont :
- côté nord : ruisseau Schry ;
- côté est : ruisseau du Pin Noir, crique de la Montagne Noire, crique Paquette, ruisseau d'Argent ;
- côté sud : rivière de la Petite Nation, ruisseau de la Loutre ;
- côté ouest : rivière d'Inlet.

Ce ruisseau tire sa source principale au lac Saint-Sixte (altitude : 220 m). Ce lac est alimenté par neuf décharges de petits lacs en amont dont la principale provient du nord-ouest et draine les lacs des Pics (lac de tête ; altitude : 349 m), du Pluvier, du Traquet, de l'Armoise, des Apocyns, des Carottes, du Chiendent, des Crevettes, Petit lac Saint-Sixte, Omicron et du Mouton.
À partir du lac Saint-Sixte, la rivière coule vers le sud en zone forestière pour rejoindre le lac en Cœur (altitude : 186 m) que le courant traverse vers le sud-ouest. Puis, dans son cours vers le sud, généralement en territoire agricole, la rivière Saint-Sixte forme une grande courbe vers l'ouest en contournant par le côté ouest le village de la municipalité de Saint-Sixte. Puis la rivière serpente vers l'est, puis bifurque vers le sud avant de se déverser sur la rive nord-ouest de la rivière de la Petite Nation, en aval de la chute de la Petite Nation et de l'embouchure ruisseau d'Argent, ainsi qu'en amont des chutes du Moulins.

## Toponymie
Dans son rapport de 1865 sur le canton de Mulgrave, l'arpenteur John Johnson attribue à ce cours d'eau l'appellation rivière Sinsic. En 1866, dans le rapport du canton de Ripon, Johnson désigne ce cours d'eau crique Sinsic. En 1968, le toponyme rivière Sans-Sik figure dans un rapport toponymique du géographe Ludger Beauregard. En 1855, lors de l'établissement de la mission, la consonance sans-sik a peut-être contribué au choix de la désignation Saint-Sixte. Son usage toponymique s'est progressivement répandu aux dénominations de la paroisse en 1885, puis de la rivière, des deux plans d'eau et à la municipalité, en 1979. D'origine athénienne, Saint-Sixte II a été pape en 257 et 258,.
Le toponyme rivière Saint-Sixte a été officialisé le 9 juillet 1981 à la Commission de toponymie du Québec.